# Tony Trabert
Tony Trabert (Cincinnati, 16 agosto 1930 – Ponte Vedra Beach, 3 febbraio 2021) è stato un tennista statunitense.
Nel 1979 Jack Kramer nella sua autobiografia inserì Trabert nella lista dei 21 migliori giocatori nella storia del tennis.

## Carriera
Trabert nel 1955 riuscì a vincere il Roland Garros, Wimbledon e l'US Open nello stesso anno, solo i vincitori del Grande Slam, Don Budge e Rod Laver, e nel 2010 Rafael Nadal riuscirono nella stessa impresa.

La possibilità di vincere tutti i tornei dello slam gli venne impedita da Ken Rosewall nella semifinale dell'Australian Open; nel 1955 Trabert vinse 18 tornei chiudendo l'anno con 106 vittorie e 7 sconfitte.

Trabert vinse tutte e cinque le finali raggiunte nel singolare maschile mentre nel doppio maschile vinse una volta l'Australian Open, tre volte l'Open di Francia, una volta l'US Open e perse in finale contro Vic Seixas a Wimbledon.

Fu inserito nella International Tennis Hall of Fame nel 1970.

## Finali del Grande Slam

### Vinte (5)
| Anno | Torneo                 | Avversario in finale | Risultato          |
| 1953 | U.S. Championships     | Vic Seixas           | 6–3, 6–2, 6–3      |
| 1954 | Roland Garros          | Arthur Larsen        | 6-4, 7-5, 6–1      |
| 1955 | Roland Garros (2)      | Sven Davidson        | 2-6, 6-1, 6-4, 6–2 |
| 1955 | Wimbledon              | Kurt Nielsen         | 6–3, 7–5, 6-1      |
| 1955 | U.S. Championships (2) | Ken Rosewall         | 9-7, 6–3, 6–3      |